# Зирксфельде
Зирксфельде (нем. Sirksfelde) — община в Германии, в земле Шлезвиг-Гольштейн.
Входит в состав района Герцогство Лауэнбург. Подчиняется управлению Зандеснебен. Население составляет 293 человека (на 31 декабря 2010 года). Занимает площадь 8,63 км².

## История
Впервые упоминается в десятинном реестре Ратцебурга в 1230 году.